# Tipula musensis
Tipula musensis är en tvåvingeart som beskrevs av Günther Theischinger 1987. Tipula musensis ingår i släktet Tipula och familjen storharkrankar. Inga underarter finns listade i Catalogue of Life.